# 7.5 cm PaK 97/38

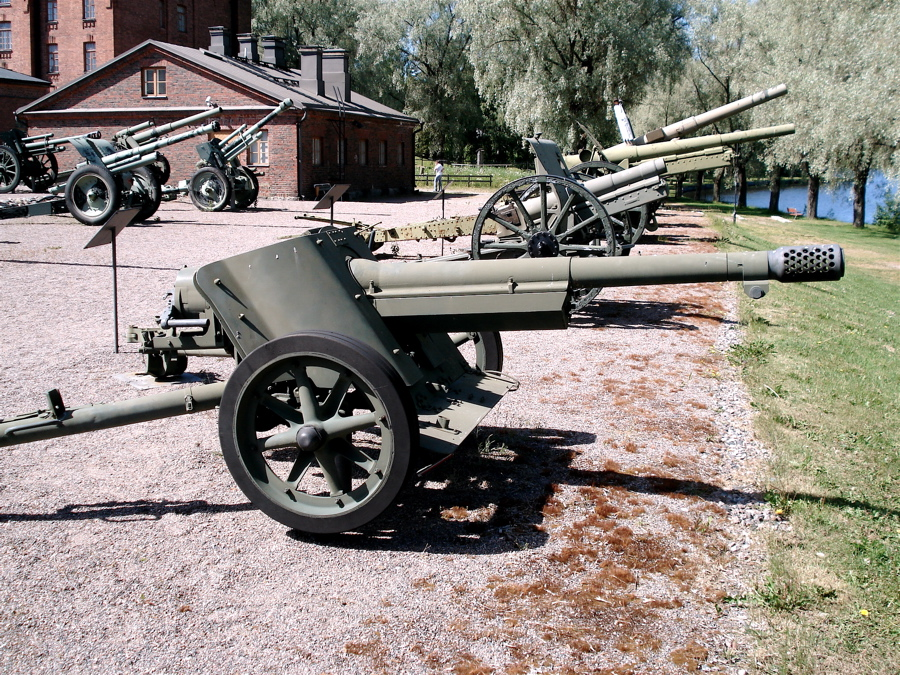
7.5 cm PaK 97/38
フィンランド・ハメーンリンナ砲兵博物館

7.5 cm PaK 97/38（独: 7,5 cm Panzerabwehrkanone 97/38）とは、第二次世界大戦中にナチス・ドイツが開発して使用した対戦車砲である。PaK 97/38は、M1897 75mm野砲の砲身と駐退復座機を5 cm PaK 38の砲架と組み合わせて製造された。

## 開発
ドイツ国防軍は1939年のポーランド侵攻と1940年のフランス侵攻において多数のM1897野砲を鹵獲し、ポーランドで鹵獲したものには7.5 cm F.K.97(p)、フランスで鹵獲したものには7.5 cm F.K.231(f)の制式名称を付けて運用した。
1941年のバルバロッサ作戦開始によってソ連への侵攻を開始したドイツ軍は、傾斜装甲による良好な避弾経始を有するT-34中戦車や、最厚部で100mmを超える装甲を備えるKV-1重戦車に遭遇した。当時のドイツ軍の主力対戦車砲のうち3.7 cm PaK 36は全く歯が立たず、5 cm PaK 38はT-34には対抗可能であったがKV-1に対しては貴重なタングステン芯入り徹甲弾を複数発命中させねば撃破できなかった。
T-34やKV-1に対抗可能な対戦車砲である7.5 cm PaK 40は1941年11月に生産が開始されたが、前線部隊はT-34やKV-1に対抗可能な対戦車砲を可能な限り早期に支給されることを望んでいた。ドイツ軍は、フランス軍が第二次世界大戦においてM1897野砲の一部を対戦車砲として運用していたことに目を付けた。
M1897野砲は対戦車砲として使うには初速が低い上に左右射角も狭く、車軸にサスペンションがないため牽引速度も低かったが、初速については弾頭を徹甲弾ではなく成形炸薬弾とし、他の2つについてはソロターン社製のマズルブレーキを装着したM1897の砲身をPaK 38の砲架と組み合わせることで解決した。こうして完成したのがPaK 97/38である。

## 概要
PaK 97/38は対戦車砲弾として主にフランス製のHEAT弾を使用しており、これはスペック上命中すればT-34やKV-1の装甲をも貫通可能であったが、一発で仕留めることは困難だった。しかも低初速ゆえに移動する戦車へ直撃弾を送り込むのは難しく、500mも離れるとたちまち命中率が低下した。HEAT弾の登場以前にはポーランド製の徹甲弾（6.8kg，570m/s）も使用されていたが初速が低いため運動エネルギーが小さく、PaK 40よりも威力が低かった。また、同じ鹵獲品であるソ連製F-22 76mm野砲を改造した7.62 cm PaK 36(r)と違って閉鎖機や薬室を改修していなかったためPaK 40と砲弾の互換性は無かったが、他国のM1897野砲及び同系列の野砲弾は捕獲使用できた。
前述のようにPaK 97/38は野砲だった頃の馬匹用の砲架から、車輌牽引用にPaK 38対戦車砲の砲架に転載していたが、これは軽量であるため75mm砲弾の反動を吸収しきれず砲身がぶれ、特に徹甲弾を撃つ時はこれが顕著であった。砲口には多孔式マズルブレーキを装着して反動を軽減させていたが、それでも完全な制動はできなかった。
1942年始めから1943年7月までに3712門のM1897野砲が改造されたが、うち最後の160門はPaK 97/40と呼ばれる、砲架をPaK 40用の物に変更されたタイプであった。これは砲架の大型化に合わせ重量が155kg増加していたにもかかわらず、射撃性能に差は無かったという。
このように欠点は多かったが、榴弾（4.8kg，450m/s）も再生産され火力支援用、または要塞陣地用として終戦まで運用は続けられ、一部はルーマニア軍に売却された。また、フィンランドも冬戦争時代の1940年にフランスから購入したM1897野砲をPaK 97/38仕様へ改修し、継続戦争でこれを運用した。これは戦後も長い間予備兵器として保管され、1986年にようやく退役した。

## スペック
- 口径：75mm[1]
- 全長：4.65m
- 全幅：1.85m
- 重量：1,190kg（戦闘時）[1]/ 1,270kg（牽引時）
- 砲身長：2,720mm (36口径)[1]
- 仰俯角：-8°~+25°[1]
- 左右旋回角：60°[1]
- 運用要員：名
- 発射速度：10~14発/分
- 最大射程：1100m（榴弾）/1900m（徹甲弾）[1]
- 生産期間：年~年
- 生産総数：3,712門
- 装甲貫徹力

| 砲弾             | 砲弾     | 砲弾   | 砲弾   | 射程         | 射程           |
| ---------------- | -------- | ------ | ------ | ------------ | -------------- |
| 弾薬             | 弾種     | 弾重   | 初速   | 500m         | 1,000m         |
| K Gr Pz. (p)     | APCBC-HE | 6.71kg | 570m/s | 61mm/30-deg  | 58mm/30-deg    |
| Gr.15/38 HL/B(f) | HEAT     | 4.40kg |        |              |                |
| Gr.38/97 HL/A(f) | HEAT     | 4.40kg | 450m/s | 70mm/30-deg  | 実用有効射程外 |
| Gr.38/97 HL/B(f) | HEAT     | 4.57kg | 450m/s | 75mm/30-deg  | 実用有効射程外 |
| Gr.38/97 HL/C(f) | HEAT     | 4.80kg | 450m/s | 100mm/30-deg | 実用有効射程外 |

## 登場作品

### 映画
『鬼戦車T-34』
ソ連映画。T-34の弱点を調査するドイツ軍実験部隊に数門が配属されている。主人公達が脱走の為に奪ったT-34の蹂躙攻撃を受け、あえなく踏み潰された。
『史上最大の作戦』
ノルマンディーに上陸する連合軍を迎え撃つため、人力で配置転換すべく防御陣地から引っ張り出すシーンがある。